# Port morski Batumi

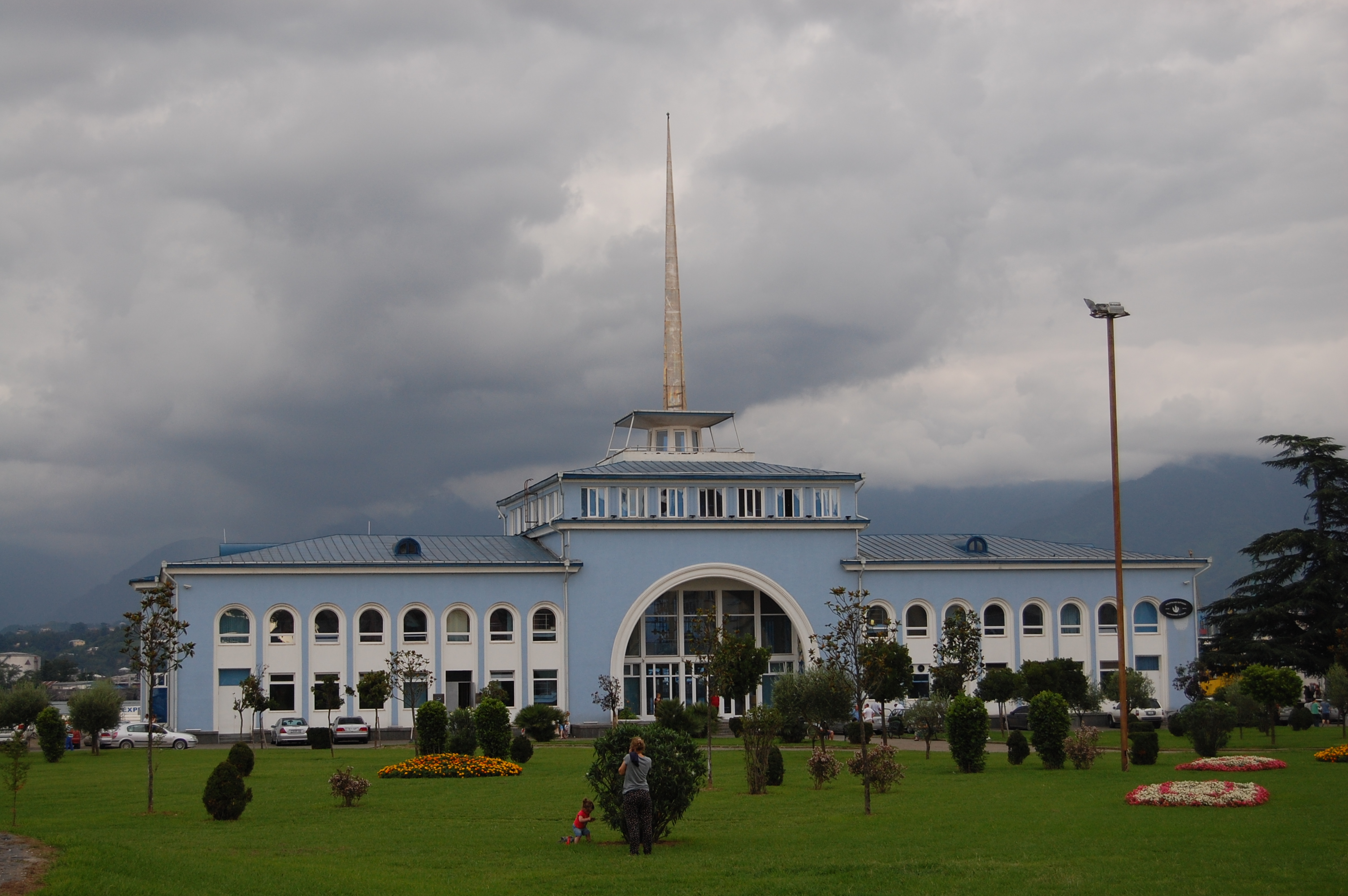
Kapitanat portu

Port morski Batumi – handlowy i pasażerski port morski nad Morzem Czarnym, w Batumi, w Gruzji. Największy port morski w tym państwie.

## Historia
Port morski Batumi powstał w 1878 i w późniejszych latach był rozbudowywany. Głównym produktem transportowanym przez port była ropa naftowa z pól azerskich. Do rozwoju portu przyczyniła się linia kolejowa Batumi - Baku, a od 1900 ropociąg Baku-Batumi. Ówcześnie przez port transportowano 26% światowej ropy naftowej.
W latach 1959–1962 wybudowano morski terminal pasażerski, a od 1967 port mógł przyjmować statki o dużej ładowności w porcie zewnętrznym.
Obecnie właścicielem portu jest kazachska spółka JSC KazTransOil.

## Działalność i infrastruktura
Terminal naftowy (stanowiska 1, 2, 3) jest w stanie przyjąć rocznie do 15 milionów ton prawie wszystkich rodzajów produktów naftowych rocznie.
Przepustowość terminalu kontenerowego (stanowiska 4, 5) wynosi 100 000 TEU rocznie.
Z port morskiego Batumi kursuje prom (stanowisko 6) do Czarnomorska (Ukraina), Poti (Gruzja) i Warny (Bułgaria). Obsługa promu jest całkowicie zautomatyzowana. Przepustowość wynosi w ok. 700 000 ton. Port posiada również kolejowy terminal promowy.
Terminal ładunków suchych (stanowiska 7, 8, 9) specjalizuje się w ładunkach masowych, płynnych, ogólnych i pakowanych oraz w ładunkach jednostkowych o masie jednej sztuki nie większej niż 20 ton. Jego przepustowość wynosi 2 mln ton rocznie.
Terminal pasażerski (stanowiska 10, 11) jest w stanie obsłużyć do 180 000 osób rocznie.